# Collaria
Collaria is een geslacht van wantsen uit de familie van de Miridae (Blindwantsen). Het geslacht werd voor het eerst wetenschappelijk beschreven door Provancher in 1872.

## Soorten
Het genus bevat de volgende soorten:

- Collaria arcyrionema (Rostaf.) Nann.-Bremek. ex Lado, 1991
- Collaria biasperospora (Kowalski) Dhillon & Nann.-Bremek. ex  Ing, 1982
- Collaria boliviana Carvalho, 1990
- Collaria capixaba Carvalho & Fontes, 1981
- Collaria columbiensis Carvalho, 1984
- Collaria danae Linnavuori, 1974
- Collaria guaraniana Carvalho & Fontes, 1981
- Collaria husseyi Carvalho, 1955
- Collaria improvisa Reuter, 1893
- Collaria lurida (Lister) Nann.-Bremek., 1975
- Collaria manoloi Carvalho & Carpintero, 1990
- Collaria meilleurii Provancher, 1872
- Collaria nigra Linnavuori, 1975
- Collaria nigricapillitia (Nann.-Bremek. & Bozonnet) Lado, 2001
- Collaria obscuricornis Poppius, 1910
- Collaria oculata (Reuter, 1876)
- Collaria oleosa (Distant, 1883)
- Collaria rubens (Lister) Nann.-Bremek., 1975
- Collaria scenica (Stål, 1859)
- Collaria schwartzi Morales, Ferreira & Forero, 2016
- Collaria villiersi Carvalho, 1953